# Omega
L'omegao l'òmega és la vint-i-quatrena i darrera lletra de l'alfabet grec. S'escriu Ω en majúscula, i ω en minúscula. Fonèticament es pronunciava com una O llarga d'obertura mitjana. El seu nom –o gran, o omega– es contraposa al de la lletra òmicron (ὂμικρόν, o petita), que en grec antic es pronunciava com una o breu tancada. En grec modern, les dues lletres es pronuncien com a o oberta. Aquesta denominació és d'origen medieval: a la Grècia antiga, s'anomenava ō (ὦ) l'omega i ou (οὖ), l'ómicron.
En el sistema de numeració grec té un valor numèric de 800.
Com que és l'última lletra de l'alfabet, pot ser usada per denotar la fi d'alguna cosa, com a antònim d'alfa, que simbolitza el començament. Per exemple, «Jo sóc l'alfa i l'omega, el primer i l'últim, el principi i la fi» (Apocalipsi 22.13).
- Cosmologia: símbol de la proporció entre la densitat mitjana de l'Univers i la densitat crítica. Ω = ρ/ρc
- Cristianisme: símbol de la fi. S'utilitza per dir que Déu no en té i per això es presenta el ciri pasqual només amb l'alfa.
- Electrònica: en majúscula, símbol de l'ohm.
- Física: en minúscula és el símbol de la velocitat angular.